# The Artist
The Artist är en fransk romantisk dramakomedi i svartvitt stumfilmsformat från 2011, i regi av Michel Hazanavicius. I huvudrollerna ses Jean Dujardin och Bérénice Bejo. Filmen fick positiva recensioner från kritiker och har blivit belönad med filmpriser världen över.

## Handling
Filmen utspelar sig i Hollywood med början år 1927. Stumfilmsstjärnan George Valentin är älskad av både publik och press. Han möter av en slump den vackra och talangfulla Peppy Miller, en ung dansös med framåtanda. De spelar in några filmer tillsammans men efter ett par år gör ljudfilmen sitt intåg och Georges succékantade karriär får ett abrupt slut. 
Han försöker hålla sig kvar i rampljuset och vill inte ge upp att spela in stumfilm, men filmen floppar och i börskraschen 1929 förlorar han allt han har. Peppy Miller är istället på väg mot sitt stora genombrott som filmstjärna inom ljudfilmen. Kan de två återförenas eller är deras liv på väg i alltför olika riktningar?

## Rollista i urval
- Jean Dujardin – George Valentin
- Bérénice Bejo – Peppy Miller
- John Goodman – Al Zimmer
- James Cromwell – Clifton
- Missi Pyle – Constance

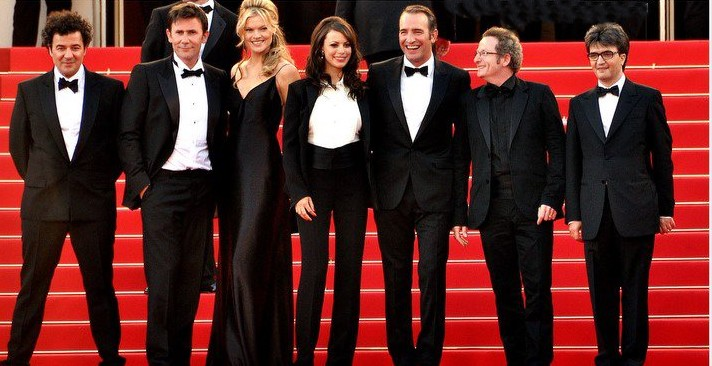
Delar av The Artists ensemble vid Cannesfestivalen 2011. Från vänster kompositören Ludovic Bource, regissören Michel Hazanavicius, skådespelarna Missi Pyle, Bérénice Bejo och Jean Dujardin, fotografen Guillaume Schiffman och producenten Thomas Langmann

- Penelope Ann Miller – Doris Valentin
- Malcolm McDowell – butler
- Bitsie Tulloch – Norma
- Beth Grant – Peppys hushållerska
- Ed Lauter – Peppys butler
- Ken Davitian – pantlånare
- Bill Fagerbakke – polisman

## Produktion och mottagande
Dujardin vann priset för bästa manliga skådespelare vid Filmfestivalen i Cannes, där filmen hade premiär den 11 maj 2011. Filmen var nominerad till sex Golden Globe Awards och vann tre: bästa film – musikal eller komedi, bästa musik, och bästa manliga huvudroll – musikal eller komedi. Filmen var nominerad till tolv BAFTA Awards och vann sju, bland annat för bästa film, bästa regi, bästa manus och bästa manliga huvudroll.
Den var nominerad till tio Oscars och vann bästa film, bästa regi, bästa manliga huvudroll, bästa filmmusik och bästa kostym. Dujardin blev den första franska skådespelaren att vinna en Oscar för bästa manliga skådespelare. Det var den första franska filmen att vinna en Oscar för bästa film. Det är även den första och enda stumfilm att vinna Oscar sedan premiäråret 1929 då stumfilmen Vingarna belönades som bästa film.

### Nomineringar och utmärkelser
| Priser och nomineringar | Priser och nomineringar | Priser och nomineringar               | Priser och nomineringar | Priser och nomineringar |
| Utmärkelse              | Kategori                | Mottagare                             | Resultat                |                         |
| ----------------------- | ----------------------- | ------------------------------------- | ----------------------- | ----------------------- |
| Oscar                   | Bästa film              | Thomas Langmann                       | Vann                    |                         |
| Oscar                   | Bästa regi              | Michel Hazanavicius                   | Vann                    |                         |
| Oscar                   | Bästa manliga huvudroll | Jean Dujardin                         | Vann                    |                         |
| Oscar                   | Bästa filmmusik         | Ludovic Bource                        | Vann                    |                         |
| Oscar                   | Bästa kostym            | Mark Bridges                          | Vann                    |                         |
| Oscar                   | Bästa kvinnliga biroll  | Bérénice Bejo                         | Nominerad               |                         |
| Oscar                   | Bästa originalmanus     | Michel Hazanavicius                   | Nominerad               |                         |
| Oscar                   | Bästa scenografi        | Laurence Bennett, Robert Gould        | Nominerad               |                         |
| Oscar                   | Bästa foto              | Guillaume Schiffman                   | Nominerad               |                         |
| Oscar                   | Bästa klippning         | Anne-Sophie Bion, Michel Hazanavicius | Nominerad               |                         |